# XtL-Kraftstoff
Als XtL-Kraftstoffe (auch Fischer-Tropsch-Kraftstoffe) werden verschiedene synthetische Kraftstoffe bezeichnet, bei denen es zur Umwandlung eines festen oder gasförmigen Energieträgers in einen bei normaler Temperatur und Druck flüssigen kohlenstoffhaltigen Kraftstoff kommt. Dabei stellt das „X“ eine Variable dar und wird durch eine Abkürzung des ursprünglichen Energieträgers ausgetauscht, während „tL“ für das englische „to Liquid“ steht. Gebräuchlich sind dabei die Abkürzungen GtL (Gas-to-Liquid) bei der Verwendung von Erdgas bzw. Biogas, BtL (Biomass-to-Liquid) bei der Verwendung von Biomasse und CtL (Coal-to-Liquid) bei der Verwendung von Kohle als Ausgangs-Energieträger. Hydriertes Pflanzenöl wird beim Verkauf an deutschen Tankstellen ebenfalls als XTL-Kraftstoff bezeichnet.

## XtL-Prozess
Unabhängig vom ursprünglichen Energieträger besteht der XtL-Prozess bei allen Formen von XtL-Kraftstoffen aus vier Phasen:
1. Vergasung: Der ursprüngliche Energieträger wird zu einem verwertbaren Synthesegas umgewandelt.
2. Gasreinigung und Gaskonditionierung: Aufbereitung des Synthesegases für die nachfolgende Synthese
3. Kohlenwasserstoffsynthese: Synthese des Gases in einer Fischer-Tropsch-Synthese zu komplexeren Kohlenwasserstoffen, die als Kraftstoffrohprodukte dienen. Dabei entstehen Paraffine, Olefine und Sauerstoffverbindungen. Die Kettenlänge der meist geradlinigen Kohlenwasserstoffe reicht vom gasförmigen Methan (ein Kohlenstoffatom) bis zu festen Wachsen (20 und mehr Kohlenstoffatome).[1]
4. Aufbereitung: Die Kohlenwasserstoffe werden zum fertigen Kraftstoff aufbereitet, wobei sie als synthetische Kraftstoffe den späteren Ansprüchen angepasst werden können.

## Geschichte
Im Zuge der deutschen Autarkiebestrebungen, die ihre Ursprünge in der Weimarer Republik hatten, nahm im Jahr 1925 die I.G. Farben die Forschung auf, durch Kohleverflüssigung in großtechnischem Stil synthetische Kraftstoffe zu gewinnen. Schon im Jahr 1926 brachte das Unternehmen in seinem Werk Leuna den ersten Großversuch im industriellen Maßstab hinter sich und ging am 1. April 1927 mit einem Durchsatz von 100.000 Jahrestonnen in Produktion. Insgesamt entstanden im deutschen Einflussbereich zur Herstellung synthetischer Kraftstoffe bis 1943 insgesamt 23 Hydrierwerke. Davon kam in 14 Anlagen die direkte Hydrierung nach dem Bergius-Pier-Verfahren und in neun Werken die indirekte Hydrierung nach dem Fischer-Tropsch-Verfahren zur Anwendung.
Die Anlagen, die im Bergius-Pier-Verfahren produzierten, hatten eine Kapazität von 4,275 Mio. Jahrestonnen und die Fischer-Tropsch-Anlagen zusammen 1,55 Mio. Jahrestonnen. Allerdings handelte es sich bei diesen Mengenangaben nicht nur um synthetische Kraftstoffe, da alle Werke unter anderem auch synthetische Schmieröle, Brenn- und Treibgase, PVC-Kunststoffe, Paraffine und Kunstgummi herstellten. Nach dem Zweiten Weltkrieg wurde in Westdeutschland die Produktion synthetischer Kraftstoffe in Hydrierwerken von den Westalliierten verboten. Die DDR mit ihren reichen Braunkohlevorkommen und Erdölmangel entwickelte hingegen beide Verfahren weiter und setzte die Produktion in Werken wie Espenhain, Böhlen, Zeitz und Schwarzheide fort, die letzte Anlage wurde im Jahr 1990 in Zeitz abgeschaltet.
Unter der Bezeichnung Coal-to-Liquid, kurz CtL, entwickelten nach dem Zweiten Weltkrieg auch Unternehmen in den USA und besonders in Südafrika die Fischer-Tropsch-Synthese weiter. Im Jahr 1950 erfolgte die Gründung der Suid-Afrikaanse Steenkool-, Olie- en Gasmaatskappy (Sasol), die unter Beteiligung der deutschen Lurgi AG in Sasolburg eine Pilotanlage (Sasol 1) für etwa 6.000 barrel Kraftstoff pro Tag (entsprechen 300.000 Jahrestonnen) aufbaute. Das Werk nahm 1954 die Produktion auf und hat sich längst amortisiert. Ab 1980 weitete Südafrika die Kapazitäten deutlich aus: 1980 ging Sasol II und 1982 Sasol III in Betrieb. Damit stand eine Gesamtkapazität von 104.000 barrel/Tag (entsprechen 5,2 Mio. Jahrestonnen) zur Verfügung. Mit der politischen Öffnung wurde das Programm auf Erdgas als Rohstoffquelle ausgedehnt und 1995 sowie 1998 weitere Produktionskapazitäten von 124.000 barrel/Tag (entsprechen 6,2 Mio. Jahrestonnen) CtL- und GtL-Kraftstoff geschaffen.
Mit dem Programm 973 begann ab 1997 auch die Volksrepublik China XtL-Anlagen zur Herstellung synthetischer Kraftstoffe zu bauen. Mit staatlicher Beteiligung wurde das Unternehmen China Shenhua Energy gegründet, das seit 2010 in der Inneren Mongolei erfolgreich eine Bergius-Pier-Anlage mit einer Kapazität von jährlich 1,1 Millionen Tonnen (entspricht 6,9 Millionen barrel) betreibt. Weitere CtL-Werke entstanden in den Provinzen Ningxia und Shaanxi, die mit der Technologie der südafrikanischen Firma Sasol arbeiten.
Infolge stark schwankender Erdölpreise gewinnt die Kohleverflüssigung seit Beginn des 21. Jahrhunderts weltweit wieder an Bedeutung. Moderne XtL-Anlagen mit CO2-Abscheidung und -Speicherung entstehen seit 2010 vor allem im asiatisch-pazifischen Raum. Federführend ist hierbei zwischenzeitlich die Volksrepublik China. Aber auch andere Länder wie die USA, Kanada, Indien, Indonesien, Malaysia und Australien nutzen entsprechend verfügbare Potentiale.

## Bewertung und Produktion von XtL-Kraftstoffen
Ein Vorteil aller XtL-Kraftstofftypen ist die Senkung der Abhängigkeit vom Erdöl. Häufig wird betont, dass die Kraftstoffeigenschaften bei der Synthese gezielt gesteuert werden können und dadurch eine geringfügig höhere Effizienz der Fahrzeugmotoren möglich ist. Dem gegenüber steht ein sehr hoher Energieaufwand bei den Vergasungs- und Synthese-Schritten. XtL-Kraftstoffe enthalten keine cyclischen Verbindungen und keinen Schwefel, weshalb die Verbrennung sauberer als bei Kraftstoffen auf Erdölbasis ist. Da für die verschiedenen XtL-Kraftstoffe sehr unterschiedliche Rohstoffe verwendet werden, sind ihre jeweiligen Vor- und Nachteile unterschiedlich zu bewerten.

### CtL
In den nächsten Jahrzehnten wird das globale Ölfördermaximum erwartet. Weil die Kohlevorräte deutlich größer als Erdöl sind, könnten CtL-Kraftstoffe zukünftig die Versorgung mit Kraftstoffen sichern. Die CO2-Bilanz der CtL-Synthese war in der Vergangenheit sehr schlecht, da Kohle von Natur aus wenig Wasserstoff enthält. Für die Fischer-Tropsch-Synthese benötigt das Synthesegas jedoch ein Wasserstoff-zu-Kohlenstoffmonoxid-Verhältnis von 2:1. Der fehlende elementare Wasserstoff wird erzeugt durch die Wassergas-Shift-Reaktion. Dabei setzten frühere Anlagen viel Kohlendioxid frei. Die Klimabilanz war daher schlechter als bei GtL, BtL und konventionellen Kraftstoffen auf Erdölbasis. Es wurden jedoch neue Technologien entwickelt wie die Kohlendioxid-Sequestrierung, welche den CO2-Ausstoß immens senken können. Ein weiteres Verfahren ist die Zuführung von regenerativ erzeugtem Wasserstoff zum Synthesegas. Diese Methode wird auch unter dem Stichwort Power-to-Liquid praktiziert. Regenerativ erzeugter Strom bzw. Wasserstoff ist jedoch teuer.

### GtL
Als Weltmarktführer in den XtL-Technologien gilt (noch) die südafrikanische Sasol Limited, die unter anderem 2006 ein modernes GtL-Werk in Katar mit einer Kapazität von 34.000 barrel/Tag baute. China Sasol Co. Limited baute in Nanjing und in Jiangsu Fischer-Tropsch-Anlagen mit einer Kapazität von jeweils 80.000 barrel/Tag (ca. 12.720 m3/Tag) auf, die GtL-Ottokraftstoffe, Dieselkraftstoffe, Alkene und Wachse liefern. Zwischenzeitlich gibt es in China weitere XtL-Akteure, zum Beispiel Yitai Coal Oil Manufacturing Co. Ltd., Jincheng Anthracite Mining Co. Ltd. oder Shanxi Lu’an Co. Ltd. Im Jahr 1993 nahm auch der Mineralölkonzern Royal Dutch Shell seine erste GtL-Anlage in Betrieb. Die Anlage in Bintulu in Malaysia hat eine Kapazität von 12.000 barrel/Tag und wird in einem eigens entwickelten Fischer-Tropsch-Verfahren, der Shell Middle Distillate Synthesis (SMDS-Verfahren), betrieben. Katar errichtete in einem Konsortium mit Shell und Qatar Petroleum die weltweit größte GTL-Anlage. Das Werk kostete 18 Milliarden Dollar und ging 2009 in Produktion. Täglich werden hier bis zu 1,6 Milliarden Kubikfuß Bohrlochgas aus 22 Offshore-Bohrungen in 260.000 Barrel Gas-to-Liquids umgewandelt. Qatar Airways führte 2009 mit GtL-Kerosin einen Testflug durch.

### BtL
Im Zuge einer angestrebten Rohstoffwende rückten in den letzten Jahren vor allem Biokraftstoffe in den Fokus der Kraftstoffherstellung. Dabei wurden international große Kapazitäten für die so genannten Biokraftstoffe der ersten Generation Biodiesel und Bioethanol aufgebaut. Mit der weiteren Entwicklung rückte auch die Fischer-Tropsch-Synthese zunehmend in den Fokus der Forschung und Entwicklung. BtL-Kraftstoffe wurden als Biokraftstoffe der zweiten Generation vor allem in Europa stark gefördert. Allerdings gibt es insbesondere in Deutschland keine großindustrielle BtL-Produktion. Pilotprojekte liefen von Choren Industries, die in Freiberg (Sachsen) für den von dem Unternehmen als SunFuel und SunDiesel bezeichneten BtL-Kraftstoff aufgebaut hatten, dann aber Insolvenz anmelden mussten. Fortschritte bei der Entwicklung großtechnischer BtL-Anlagen konnten hingegen im asiatisch-pazifischen Raum erzielt werden.
Die CO2-Bilanz von BtL ist besser als bei fossilen Kraftstoffen, da bei der BtL-Verbrennung nur die CO2-Menge freigesetzt wird, die zuvor von der Pflanze aufgenommen wurde. Kritisiert wird der notwendige Bedarf großer Flächen, um einen nennenswerten Beitrag zur Kraftstoffversorgung zu leisten. Für Deutschland werden maximale Potentiale von 20 bis 25 % des Bedarfs angegeben. Diese Werte sind jedoch als deutlich zu hoch anzusehen, da andere Nutzungsmöglichkeiten der landwirtschaftlichen Fläche, wie beispielsweise Nahrungs- und Futtermittelerzeugung, Substratbereitstellung von Biogasanlagen und Anbau nachwachsender Rohstoffe für die chemische Industrie um diese Flächen konkurrieren.
Im Zuge des Klimaschutzes ist vorgesehen, den Anteil von Biokraftstoffen in Deutschland durch Erhöhung bestehender Mindestquoten deutlich zu erhöhen. Ein weiterer Kritikpunkt ist, dass die Kosten pro eingesparter Tonne CO2-Äquivalent bei den Biokraftstoffen höher sind als beispielsweise bei Energieeffizienzmaßnahmen oder regenerativen Energien wie Strom aus Wind- und Wasserkraft und Biomasseheizkraftwerken.

### PtL
PtL (Power-to-Liquid oder auch Power-to-Liquids) ist ein Verfahren zur Umwandlung von CO2 mittels elektrischer oder chemischer Energie in verschiedene synthetische Kraftstoffe wie etwa Benzin, Diesel, Kerosin und Methanol.

### WtL
WtL (Waste-to-Liquid) sind Verfahren zur Erzeugung von flüssigen Kraftstoffen aus Kunststoff- oder Biomasseabfällen z. B. mittels Katalyse (Katalytische Kraftstofferzeugung).